# Brandts Mongolische Wühlmaus
Brandts Mongolische Wühlmaus oder Brandt-Wühlmaus (Lasiopodomys brandtii) ist eine Nagetierart aus der Unterfamilie der Wühlmäuse (Arvicolinae). Sie kommt in Teilen der Mongolei, im östlichen Russland und im Norden der Volksrepublik China vor.
Die Art ist nach dem deutschen Naturforscher Johann Friedrich von Brandt benannt.

## Merkmale
Brandts Mongolische Wühlmaus erreicht eine Kopf-Rumpf-Länge von 11,0 bis 13,0 Zentimetern mit einem Schwanz von 2,2 bis 3,0 Zentimetern Länge bei einem Gewicht von 55 bis 84 Gramm. Die Hinterfußlänge beträgt 18 bis 24 Millimeter, die Ohrlänge 9 bis 12 Millimeter. Die Körperfärbung der Tiere ist hell blass sandfarben oder gelb mit einzelnen schwarzen Haaren. Auf den Wangen unterhalb der Augen fehlen die schwarzen Haare und diese erscheinen heller und kräftiger gelb. Die Rückenfärbung geht über die Flanken in die sandfarben-graue Färbung der Bauchseite über. Der kurze Schwanz ist einfarbig blass sandbraun. Die Oberseite der Füße ist mir blass sandfarbenem und weißem Fell bedeckt, an allen Zehen sind lange und scharfe Krallen ausgebildet.
Der Schädel hat eine Länge von 25 bis 30 Millimetern. Die Jochbögen sind weit ausladend und die ausgewachsenen Tiere besitzen einen deutlichen knöchernen Schädelkamm in der Mitte der Interorbitalregion. Wie bei allen Arten der Gattung sind die Molaren wurzellos und wachsen stetig nach. Charakteristische Zahnmerkmale betreffen den Aufbau des oberen Molaren M3 und des unteren Molaren m3. Das Genom der Tiere besteht aus einem diploiden Chromosomensatz von 2n=34 Chromosomen.

## Verbreitung
Brandts Mongolische Wühlmaus kommt in Teilen der Mongolei, im östlichen Russland und im Norden der Volksrepublik China vor. In China lebt sie in Nei Mongol, Hebei und Jilin.

## Lebensweise
Brandts Mongolische Wühlmaus lebt in trockenen Grasflächen der Steppen bis Halbwüsten in Höhen von etwa 2000 Metern, wobei sie Gebiete mit niedriger Grasvegetation von 30 bis 130 Millimeter bevorzugt. Die Tiere sind strikt herbivor und ernähren sich im Sommer von grünen Gräsern im Umfeld ihrer Baue und im Winter von eingelagertem trockenen Gras, wobei eine einzelne Familie bis zu 10 Kilogramm Gras einlagern kann. Sie sind tagaktiv und kommen erst aus ihren Bauen, wenn die Luft durch die Sonne bereits deutlich aufgeheizt ist. Die Tiere leben in großen Kolonien und bauen sowohl sehr einfache wie auch komplexe Bausysteme in Tiefen von 14 bis 24 Zentimetern. Die Eingänge sind etwa 3 bis 5 Zentimeter breit und von deutlichen Erdhügeln mit 4 Zentimetern Höhe und bis zu einem Abstand von 25 Zentimetern umgeben. Die einfachen Baue besitzen keine Lager und Nestkammern und werden in der Regel von einem einzelnen jungen Tier bewohnt. Die komplexeren Baue besitzen vier bis zwölf Eingangslöcher mit höheren Auswurfhügeln. Sie können bis zu zwei Nestkammern und vier Lagerkammern besitzen und werden in der Regel von mehreren ausgewachsenen und älteren Tieren bewohnt. Die komplexen Baue sind in der Regel 10 bis 30 Meter lang und bedecken eine Fläche von 8 bis 23 m2. Die Kommunikation besteht aus einzelnen, hochtönigen und schrillen Warnpfiffen, die bei potenzieller Gefahr ausgestoßen werden.
Die Fortpflanzung erfolgt von Mitte März bis zum September. Während dieser Zeit produzieren die Weibchen vier bis fünf Würfe aus jeweils sechs bis acht Jungtieren, unter guten Bedingungen auch bis zu 15 Jungtieren. Ökologisch wird die Art als Schlüsselart für die besiedelten Habitate angesehen, da sie durch ihre grabende Tätigkeit die trockenen Böden auflockern und das Pflanzenwachstum und die Biodiversität entsprechend beeinflussen. Die Tiere haben einen regional unterschiedlichen Vermehrungszyklus von drei bis 14 Jahren, in dem periodisch sehr große Nachkommenzahlen auftauchen können. In östlichen Teilen des Verbreitungsgebietes kommt es etwa alle 4 Jahre zu einer Massenvermehrung und in der Zeit von 1954 bis 2004 sind in der Inneren Mongolei 17 dieser Massenvermehrungen dokumentiert, bei denen bis zu der fünffachen Menge an Nachkommen produziert wurden. Die Frequenz der Massenvermehrungen hat sich dabei in den späteren Jahren erhöht. Prädatoren der Wühlmäuse sind zahlreiche Greifvögel und Raubtiere, unter anderem der Manul (Otocolobus manul) und der Steppeniltis (Mustela eversmanii), die jedoch nur geringen Einfluss auf die Bestandsdichte haben.

## Systematik
Brandts Mongolische Wühlmaus wird als eigenständige Art innerhalb der Gattung Lasiopodomys eingeordnet, die aus drei Arten besteht. Die wissenschaftliche Erstbeschreibung stammt von dem deutschen Naturforscher Gustav Radde, der die Art 1861 anhand von Individuen aus dem Nordosten der Mongolei im Gebiet nahe Tarei-Nor beschrieb. Teilweise wurde die Art der Gattung Microtus zugeordnet.

## Status, Bedrohung und Schutz
Brandts Mongolische Wühlmaus wird von der International Union for Conservation of Nature and Natural Resources (IUCN) als nicht gefährdet (least concern) eingeordnet. Begründet wird dies mit dem sehr großen Verbreitungsgebiet und dem häufigen Vorkommen der Art. Potenzielle Gefährdungsrisiken für die Art sind nicht bekannt. Die Tiere werden regional als Schädlinge betrachtet und konkurrieren vor allem in überweideten Gebieten auf den Weiden mit Weidevieh um die Grasressourcen. Sie wurden teilweise mit Bromadiolon bekämpft, das jedoch wenig Einfluss auf die Wühlmäuse und deutlich mehr Effekt bei den Weidetieren und den Menschen hatten; entsprechende Aktionen wurden daher eingestellt. Im 20. Jahrhundert hat sich das Besiedlungsgebiet der Art stark vergrößert.

## Belege
1. ↑  Beolens, Watkins & Grayson: The Eponym Dictionary of Mammals. Johns Hopkins University Press, Baltimore 2009, ISBN 978-0-8018-9304-9, S. 54 (Online [PDF]).
2. 1 2 3 4 5 6 7  Darrin Lunde, Andrew T. Smith: Brandt's Vole. In: Andrew T. Smith, Yan Xie: A Guide to the Mammals of China. Princeton University Press, Princeton NJ 2008, ISBN 978-0-691-09984-2, S. 227.
3. 1 2  Lasiopodomys brandtii. In: Don E. Wilson, DeeAnn M. Reeder (Hrsg.): Mammal Species of the World. A taxonomic and geographic Reference. 2 Bände. 3. Auflage. Johns Hopkins University Press, Baltimore MD 2005, ISBN 0-8018-8221-4.
4. 1 2 3 4 5 6 7  Lasiopodomys brandtii in der Roten Liste gefährdeter Arten der IUCN 2016.2. Eingestellt von: A.T. Smith, C.H. Johnston, 2008. Abgerufen am 23. Oktober 2016.